# Clara River
Clara River är ett vattendrag i Australien. Det ligger i delstaten Queensland, omkring 1 600 kilometer nordväst om delstatshuvudstaden Brisbane.
Trakten runt Clara River består i huvudsak av gräsmarker. Trakten runt Clara River är nära nog obefolkad, med mindre än två invånare per kvadratkilometer. Genomsnittlig årsnederbörd är 633 millimeter. Den regnigaste månaden är januari, med i genomsnitt 158 mm nederbörd, och den torraste är augusti, med 1 mm nederbörd.